# بنی خلیفه
بنی خلیفه یک منطقهٔ مسکونی در الجزایر است که در ناحیه ثنیه واقع شده‌است. بنی خلیفه ۳ کیلومتر مربع مساحت دارد ۴۴۰ متر بالاتر از سطح دریا واقع شده‌است.